# Adenviken

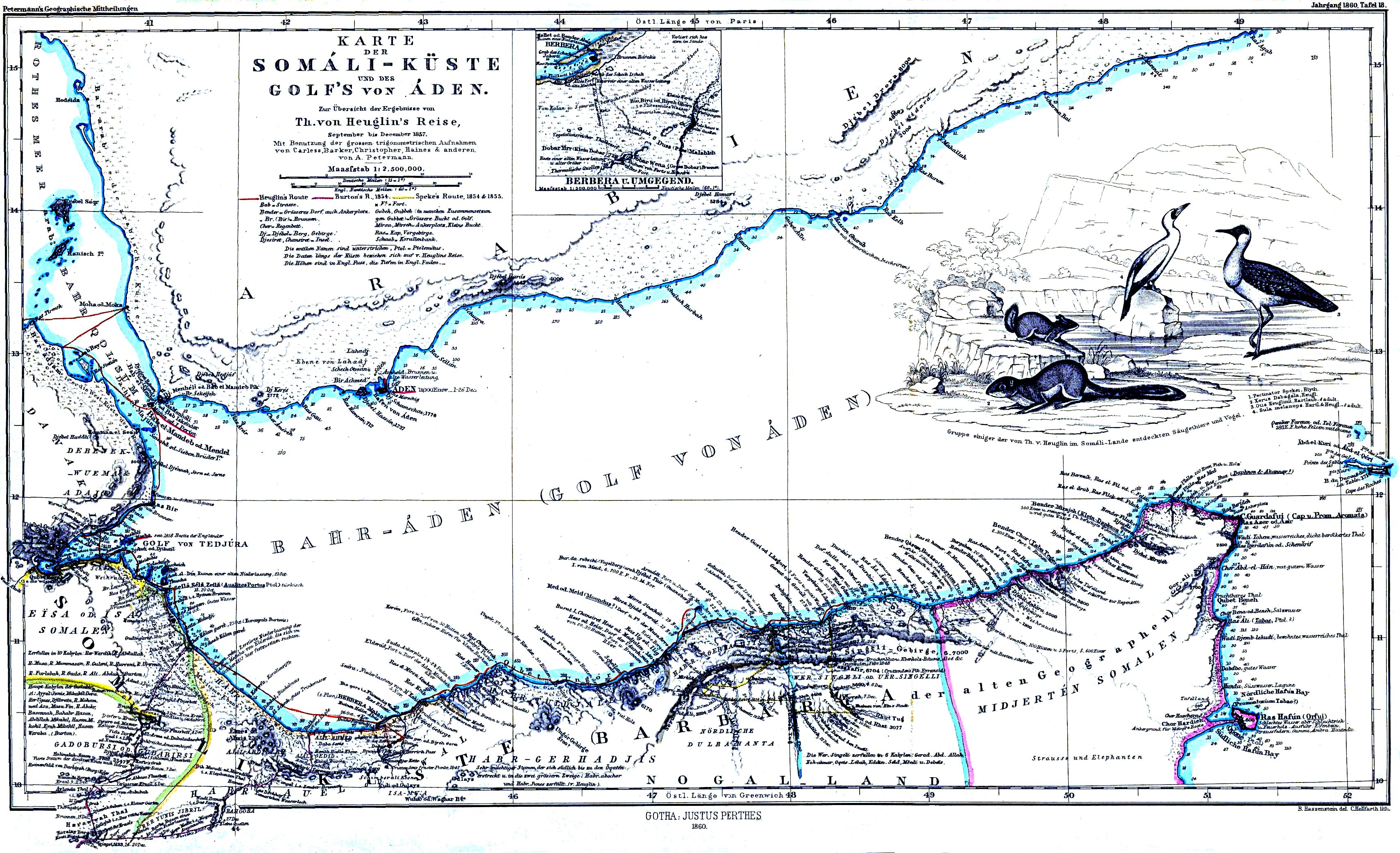
Karta över Adenviken 1860.

Adenviken är en havsvik i Indiska oceanen mellan Jemen och Somalia. I sitt nordvästra hörn står viken i förbindelse med Röda havet genom sundet Bab al-Mandab.
Adenviken är del av transportvägen som leder från Indiska oceanen till Medelhavet, Europa och Nordamerika via Röda havet och Suezkanalen. De viktigaste hamnarna runt Adenviken är Aden i Jemen, Djibouti i Djibouti och Berbera i Somalia.
Sjöröveri förekommer alltjämt i detta område.

### Fotnoter
1. 1 2  ”Hydrographic Survey Results”. Report on Cruise No. 3 of R/V “Dr. Fridtjof Nansen.” - Indian Ocean Fishery and Development Programme - Pelagic Fish Assessment Survey North Arabian Sea. Food and Agriculture Organization of the United Nations (FAO). 1975. http://www.fao.org/WAIRDOCS/FNS/FN023E/begin.htm#Contents. Läst 20 juli 2011
2. ↑  ”Folk och Försvar”. Arkiverad från originalet den 4 januari 2016. https://archive.is/20160104203739/http://www2.folkochforsvar.se/index.php/debatt_reader/items/kampen-mot-sjoeroeveri-i-adenviken-och-situationen-i-somalia.html. Läst 4 januari 2016.